# Day Heights
Day Heights és una concentració de població designada pel cens dels Estats Units a l'estat d'Ohio. Segons el cens del 2000 tenia 2.823 habitants.

## Demografia
Segons el cens del 2000, Day Heights tenia 2.823 habitants, 1.006 habitatges, i 844 famílies. La densitat de població era de 908,3 habitants/km².
Dels 1.006 habitatges en un 35% hi vivien nens de menys de 18 anys, en un 73% hi vivien parelles casades, en un 7,5% dones solteres, i en un 16,1% no eren unitats familiars. En el 14,1% dels habitatges hi vivien persones soles el 6,5% de les quals corresponia a persones de 65 anys o més que vivien soles. El nombre mitjà de persones vivint en cada habitatge era de 2,81 i el nombre mitjà de persones que vivien en cada família era de 3,09.
Per edats la població es repartia de la següent manera: un 25,6% tenia menys de 18 anys, un 7,2% entre 18 i 24, un 27,2% entre 25 i 44, un 28,7% de 45 a 60 i un 11,3% 65 anys o més.
L'edat mediana era de 39 anys. Per cada 100 dones de 18 o més anys hi havia 97,4 homes.
La renda mediana per habitatge era de 64.375 $ i la renda mediana per família de 70.229 $. Els homes tenien una renda mediana de 41.362 $ mentre que les dones 27.270 $. La renda per capita de la població era de 25.267 $. Aproximadament l'1% de les famílies i el 2,3% de la població estaven per davall del llindar de pobresa.

## Poblacions més properes
El següent diagrama mostra les poblacions més properes.